# Gustav Eduard Osterloh

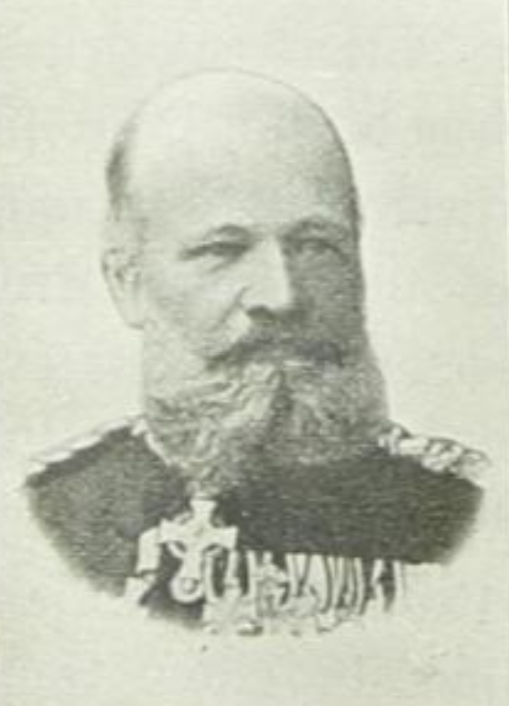
Gustav Eduard Osterloh

Gustav Eduard Osterloh (* 2. Mai 1842 in Leipzig; † 9. August 1903 in Dresden) war ein sächsischer Generalmajor.

## Leben
Gustav Eduard Osterloh war Sohn des Professors für Rechtswissenschaft, Ernst Robert Osterloh und dessen Ehefrau Therese, geborene Joerg. Er besuchte das Teichmannsche Institut und die Alte Nikolaischule in Leipzig sowie von Ostern 1856 bis Ostern 1862 die Fürstenschule in Grimma. Nach bestandenem Maturitätsexamen entschied er sich für eine militärische Laufbahn.
Osterloh trat am 1. April 1862 als Kanonier in die 1. Batterie des Fußartillerie-Regiments der Sächsischen Armee ein und avancierte nach dem Besuch der Artillerieschule bis 17. Dezember 1865 zum Sekondeleutnant. Er nahm im Jahr darauf mit der 3. 12-pfündigen Granatkanonen-Batterie bei der 1. Division am Krieg gegen Preußen teil, wurde in Wien festgehalten und nach der Niederlage des Königreichs Sachsen ab April 1867 im nunmehr benannten Feldartillerie-Regiment Nr. 12 verwendet. 1869 stieg er zum Premierleutnant auf und absolvierte ab Oktober 1869 zur weiteren Ausbildung die Preußische Kriegsakademie in Berlin. Dieses Kommando musste er aufgrund des Krieges gegen Frankreich im Juli 1870 unterbrechen. Osterloh nahm an den Kämpfen bei Gravelotte, Verdun, Nouart, Beaumont, Sedan und Paris teil. Während der Belagerung der französischen Hauptstadt war er von Dezember 1870 bis Januar 1871 Adjutant beim Belagerungspark der dortigen Nord- und Ostfront. Für seine Tätigkeit, die nötige Munition zur Beschießung von Paris herbeizuschaffen und bereitzustellen, wurde er mit beiden Klassen des Eisernen Kreuzes sowie dem Ritterkreuz des Albrechts-Ordens mit Kriegsdekoration ausgezeichnet.
Nach Kriegsende setzte Osterloh seine Studien an der Kriegsakademie fort, die er, zwischenzeitlich 1872 zum Hauptmann befördert, am 1. Juli 1873 abschloss. Nachfolgend wurde er als Kompaniechef im neu geschaffenen Fußartillerie-Regiment Nr. 12 in Metz verwendet und stieg im April 1880 zum Chef der 6. Batterie im 2. Feldartillerie-Regiment Nr. 28 in Freiberg auf. In dieser Eigenschaft avancierte Osterloh Ende April 1884 zum Major und mit der Ernennung zum etatmäßigen Stabsoffizier erfolgte Ende Juni 1884 seine Rückversetzung in das Fußartillerie-Regiment Nr. 12. Dort erhielt er ein Jahr später das Kommando über das I. Bataillon, stieg am 20. März 1889 zum Oberstleutnant auf und wurde mit Wirkung zum 1. April 1889 als etatmäßiger Stabsoffizier in das 2. Feldartillerie-Regiment Nr. 28 versetzt. Am 20. März 1890 wurde er Kommandeur des 1. Fußartillerie-Regiment Nr. 12 und am 21. Juni 1892 zum Oberst befördert. In dieser Eigenschaft zeichnet ihn König Albert mit dem Komtur II. Klasse des Albrechts-Ordens aus und er erhielt die Erlaubnis zur Annahme des Roten Adlerordens III. Klasse. Nachdem Osterloh Mitte Dezember 1885 zu den Offizieren von der Armee versetzt worden war, erhielt er im März 1896 die Erlaubnis zur Annahme des Kronen-Ordens II. Klasse. Am 22. April 1896 erfolgte mit Patent vom 18. April seine Beförderung zum Generalmajor. In Genehmigung seines Abschiedsgesuches wurde Osterloh am 12. September 1896 mit Pension und der Erlaubnis zum Tragen der Generalsuniform mit den vorgeschriebenen Abzeichen zur Disposition gestellt.
Im Ruhestand lebte Osterloh in Blasewitz und war Mitglied des konservativen Landesvereins. Er wurde auf dem Johannisfriedhof in Dresden begraben. Zahlreiche Generale der Sächsischen Armee, darunter Georg von Schlieben, von Hausen, Paul Zerener, Ernst Hugo von Wolf und Alexander Bucher, sowie die Obersten Alexander von Larisch und Alfred Mehlhorn, erschienen zur Trauerfeier.
Osterloh war seit dem 15. Oktober 1867 mit Therese Belot verheiratet. Aus der Ehe gingen die vier Kinder Karl, Alice, Hertha (früh verstorben) und Hildegard hervor.